# ヘジテイション・マークス
『ヘジテイション・マークス』（Hesitation Marks）はアメリカ合衆国のインダストリアル・ロックバンド、ナイン・インチ・ネイルズ（以下、NIN）の8枚目のスタジオ・アルバム。2013年9月3日にリリースされた。タイトルはリストカット時のためらい傷（傷痕）を意味している。
2009年の活動休止後、初めて発表された作品であり、「イヤー・ゼロ～零原点…」以来、再びメジャーレーベルを通して発売された。第56回グラミー賞で最優秀オルタナティヴ・ミュージック・アルバム賞にノミネートされた。

## 背景
2009年2月にその年に行われるツアーをもって、当面の間、NINの活動を休止することがトレント・レズナー（以下レズナー）から発表された。ジェーンズ・アディクションとのジョイントツアーや8月のサマーソニックでの来日公演を含むツアーを終え、活動を休止した。
NINの活動休止後、レズナーは妻らと結成したハウ・トゥ・デストロイ・エンジェルスの活動を本格化させた。
またデヴィッド・フィンチャーが監督を務めた映画「ソーシャル・ネットワーク」（2010年公開）のサウンドトラックをアッティカス・ロスと共に担当した。同サウンドトラックは第68回ゴールデングローブ賞作曲賞ならびに第83回アカデミー賞作曲賞を受賞した。二人は続けて2011年にフィンチャーの次の作品「ドラゴン・タトゥーの女」のサウンドトラックを担当した。（2014年の「ゴーン・ガール」も手がけている。）
2012年にレズナーより活動再開が示唆され、翌2013年2月に正式に活動再開とツアー日程が公表された。その中には、7月に開催されるフジロックフェスティバルへのヘッドライナー出演も含まれていた。

## 製作、レコーディング
制作は2012年に始まり、1年を通して水面下に進められていた。「ゴースツ I-IV」、「ザ・スリップ」と同じくアッティカス・ロス、アラン・モウルダーと共に制作された。
当初、インタースコープ・レコードより発売予定のNINのベスト・アルバムに新曲を2曲（ "Everything" と "Satellite"）収録するつもりでセッションを始めたところ、アルバムとして発表できるだけの曲ができた。
レコーディングには、フリートウッド・マックのリンジー・バッキンガム、ザ・フーやディアンジェロ、ジョン・メイヤー・トリオ等の活動で知られ、本作リリース後のツアーの一部にも参加したピノ・パラディーノや、2005年以降NINのスタジオ・アルバム、ライブ活動に参加しているアレッサンドロ・コルティーニ、「ザ・フラジャイル」や「ゴースツ I-IV」にも参加しているエイドリアン・ブリュー、本作リリース後のツアーに参加したジョシュア・ユースティスやアイラン・ルービンらが参加している。

## アートワーク
アートワークは「ザ・ダウンワード・スパイラル」や「クロージャー」のパッケージデザインを手がけたラッセル・ミルズが再び起用された。
US盤と日本盤、オーストラリア／EU盤の通常CDはそれぞれアートワークが異なる。アートワークには、漆喰、油脂、アクリル、ワイヤーの他、血や土が使用されている。

## リリース
「イヤー・ゼロ～零原点…」（2007年）をユニバーサル・ミュージック（インタースコープ・レコード）からリリースして以降、「ゴースツ I-IV」、「ザ・スリップ」は自身の立ち上げたレーベル（The Null Corporation）からリリースしていたが、本作ではメジャーレーベルであるコロムビア・レコードよりリリースされた。
メジャーレーベルと再び契約することになったのは、アメリカ国外へも自作を適正な形で流通させるためだとしている。
公式サイトを通じて購入すると、通常のマスタリング版の他、“Audiophile Mastered Version” と呼ばれる高級オーディオ機器での再生用に特別にマスタリングされたバージョンをダウンロードできる。
アメリカでは、発売初週に107,000枚を売り上げ、Billboard 200で3位を記録した。2013年12月までに187,000枚を売り上げた。
カナダでは、発売初週に12,000枚を売り上げ、NINとして初めて、アルバム・チャートで1位を記録した。9月にはゴールドディスクに認定された。
イギリスでは、12,286枚を売り上げ、バンド史上最高位となるチャート2位を記録した。

## 反響・評価
Metacriticによると、ケラング!やローリングストーン等、40媒体におけるレビュー平均は77/100であり、批評面では概ね好意的に評価された。
第56回グラミー賞で最優秀オルタナティブ・ミュージック・アルバム賞にノミネートされた他、ローリングストーン、ステレオガム、スピンにおいて2013年のベスト・アルバム一覧に挙げられた。日本においても、rockin'onの”2013年ベスト・アルバム50枚！”において23位に選出された。

## 収録曲
"The Eater of Dreams"を除き、全曲、作詞・作曲は、トレント・レズナー。（"The Eater of Dreams"はアレッサンドロ・コルティーニとの共作。）
1. The Eater of Dreams - 0:52
2. Copy of a - 5:23
3. Came Back Haunted - 5:17
4. Find My Way - 5:16
5. All Time Low - 6:18
6. Disappointed - 5:44
7. Everything - 3:20
8. Satellite - 5:03
9. Various Methods of Escape - 5:01
10. Running - 4:08
11. I Would for You - 4:33
12. In Two - 5:32
13. While I'm Still Here - 4:03
14. Black Noise - 1:29